# Matheus Inacio
Matheus Francisco Inacio, mais conhecido como Matheus Inacio (Mairinque, 24 de abril de 1992), é um futebolista brasileiro que atua como goleiro. Atualmente, está no Santa Cruz.

## Carreira
Nascido em Mairinque, São Paulo, Matheus fez sua estréia no  Grêmio Barueri em 2012 mas nos 2 anos que ficou no clube teve apenas 13 oportunidades de atuar. 
Em 2014 assina com o Bragantino e joga 17 partidas pela Série B com boa atuação nestes jogos. O bom desempenho chama a atenção da Ponte Preta e no inicio de 2015 o goleiro assinou com o time de Campinas . Até agora teve poucas chances na Ponte Preta tendo a melhor atuação em uma vitória da equipe sobre o Palmeiras em pleno Allianz Arena com destaque para uma incrivel defesa do goleiro que lhe rendeu o apelido de Matheus "Banks". . Matheus é um dos goleiros inscritos pela Ponte Preta para o campeonato paulista 2016. 
Em dezembro de 2016, Matheus Inacio acertou com o Fortaleza para a temporada de 2017.

## Títulos
Fortaleza
- Copa dos Campeões Cearenses: 2017
- Campeonato Brasileiro - Série B: 2018